# African Women’s Development Fund

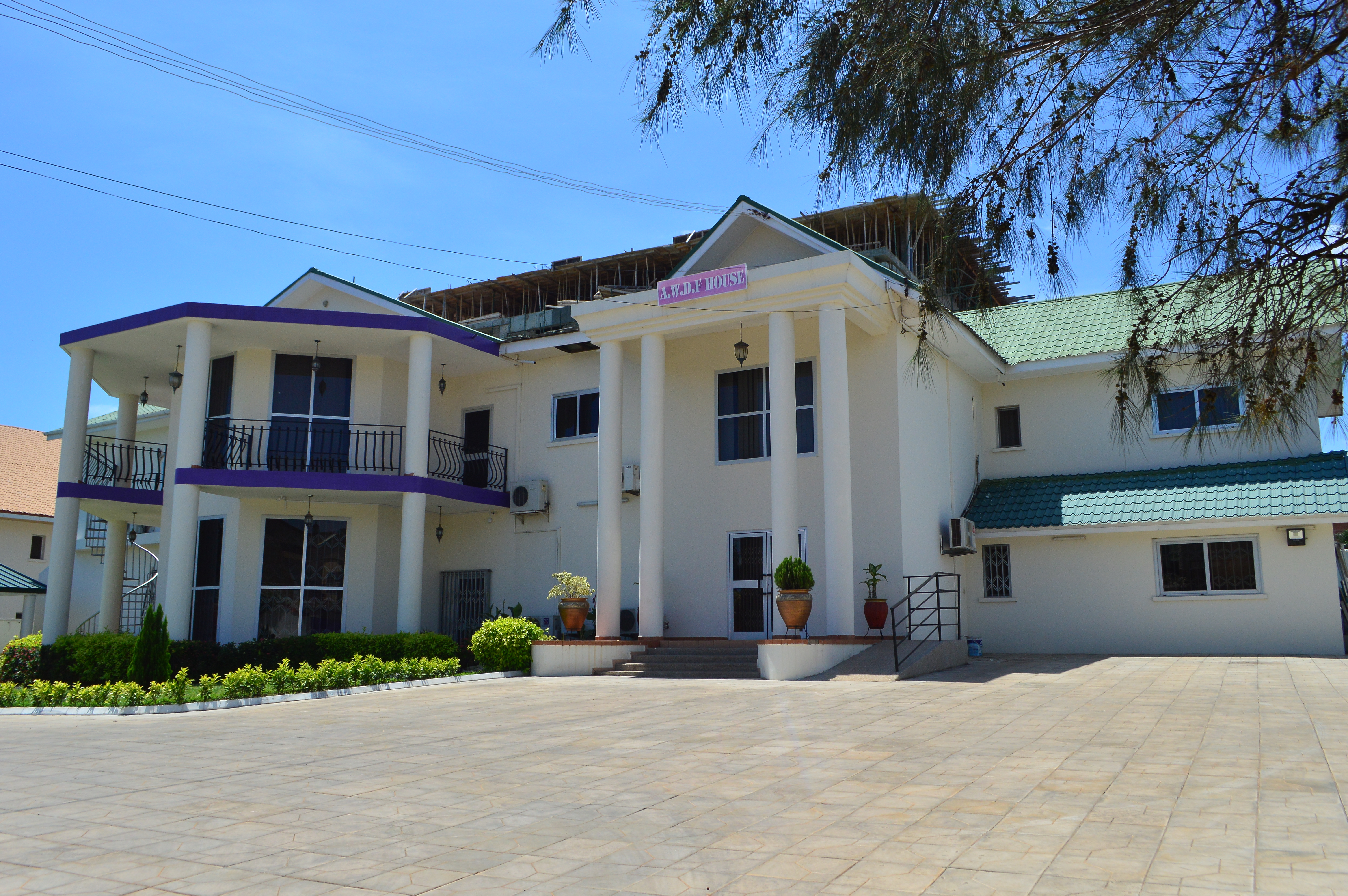
Hauptsitz des African Women’s Development Funds in Accra, Ghana

Der African Women’s Development Fund (AWDF) ist die erste panafrikanische Stiftung, die die Arbeit von Frauenrechtsorganisationen in Afrika unterstützt. 

## Geschichte
Der African Women’s Development Fund wurde im Juni 2000 gegründet. Gründungsfrauen waren Bisi Adeleye-Fayemi, Joana Foster und Hilda Tadria. Sie gaben die Errichtung des AWDF in New York anlässlich des fünfjährigen Jubiläums der Deklaration von Peking durch die Kommission der Vereinten Nationen zur Rechtsstellung der Frau bekannt. Bereits in der Nacht, die auf diese Bekanntgabe folgte, gingen Spenden in Höhe von 13 000 Dollar ein. Bis Ende 2021 waren laut Bisi Adeleye-Fayemi bereits 38 Frauenorganisationen aus 28 afrikanischen Ländern mit insgesamt 344 000 Dollar aus dem AWDF unterstützt worden.
2006 organisierte der AWDF das erste African Feminist Forum, auf dem unter anderem die African Feminist Charter entworfen wurde.
2009 unterstützte der AWDF gemeinsam mit der Kenya Community Development Foundation (KCDF) die Gründung des African Grantmakers Network (AGN), das 2015 in Africa Philanthropy Network (APN) umbenannt wurde.
Die strategische Ausrichtung des AWDF wurde zunächst in einem Planungsdokument für die Jahre von 2017 bis 2021 festgehalten und dann um einen strategischen Plan von 2023 bis 2033 erweitert.

## Ziele
Der African Women’s Development Fund möchte afrikanische Frauen fördern, selbstbestimmt und in Führungsrollen dazu beizutragen, dass die Gesellschaft gleichberechtigter und gerechter wird.

## Förderbedingungen
Der African Women’s Development Fund fördert afrikanische Frauenorganisationen. Politische Parteien, religiöse Organisationen, Regierungsbehörden, kommerzielle Organisationen oder Einzelpersonen sind nicht förderberechtigt. 
Für die Förderung sind Organisationen berechtigt, wenn sie von Frauen geleitet werden und eine Mehrheit von Frauen in Aufsichtsgremien und den Angestellten haben. Sie müssen in ihrem Leitbild verankert haben, dass sie Frauen fördern, bzw. die sich für Gleichberechtigung und Frauenrechte einsetzen. Die Organisationen müssen in einem afrikanischen Land registriert sein und auf lokaler, nationaler, oder regionaler Ebene in Afrika tätig sein.

## Wirkung
Förderung durch den African Women’s Development Fund ermöglichte es Organisationen aus ganz Afrika Frauen Weiterbildungen in den Bereichen Wirtschaft und beruflicher Bildung zur Verfügung zu stellen, was deren wirtschaftliche Unabhängigkeit förderte und so der Gleichberechtigung diente. Parallel dazu machten geförderte Organisationen Informationen über Rechte von Frauen deren korrekte Anwendung verfügbar. Das Ziel, rechtliche und wirtschaftliche Reformen anzustoßen, wurde von einigen Organisationen dadurch gefördert, dass sie Frauen dabei unterstützten in entsprechende Machtpositionen zu kommen.  Andere Organisationen legten ihr Augenmerk vor allem darauf, zu einem Schulbesuch von Kindern beizutragen, die aufgrund der schlechten wirtschaftlichen Situation ihrer Mütter bisher keine Schule besuchen konnten. Auch in anderer Art und Weise förderten diese Institutionen Strukturen zu einer besseren Förderung von Kindern und Jugendlichen.
Der AWDF ist Teil eines Netzwerkes von weit über 1000 Frauenorganisationen aus über 40 afrikanischen Ländern, sowie Ländern des Nahen Ostens.
Nach eigenen Angaben verteilte der AWDF zwischen 2000 und 2022 Gelder in Höhe von 68 801 984 Dollar an 1555 Frauenrechtsorganisationen und feministische Organisationen in 47 afrikanischen Ländern, sowie in 5 Ländern des Nahen Ostens.